# Legione internazionale di difesa territoriale dell'Ucraina
La Legione internazionale di difesa territoriale dell'Ucraina (in ucraino Інтернаціональний легіон територіальної оборони України?, Internacional'nyj lehion terytorial'noї oborony Ukraїny) è un'unità militare delle Forze di difesa territoriale ucraine composta da volontari stranieri. È stata creata il 27 febbraio 2022 dal governo ucraino, su richiesta del Presidente Volodymyr Zelens'kyj, per contrastare l'invasione russa del Paese.

## Storia

### Origine
La formazione della Legione internazionale è basata sull'esperienza maturata con le unità di volontari reclutate e utilizzate dall'Ucraina durante le prime fasi della guerra del Donbass, come i battaglioni di difesa territoriale, i battaglioni Azov e Donbass, la Polizia per operazioni speciali e altri reparti composti anche da volontari stranieri. Mentre la maggior parte di queste unità sono state progressivamente integrate nelle Forze armate ucraine, alcune, come la Legione Georgiana, mantengono la loro autonomia. Prima della creazione della Legione internazionale la Legione Georgiana era utilizzata per insegnare l'inglese ai volontari stranieri, in quanto l'unità parlava questa lingua. Altre unità composte soltanto da stranieri sono il Battaglione Sheikh Mansur e il Battaglione Džochar Dudaev, reparti ceceni anti-Kadyrov formatisi nel 2014, e il Reggimento Kastuś Kalinoŭski, nato nel 2015 come Gruppo tattico "Bielorussia" e composto da dissidenti bielorussi oppositori di Lukašėnka.
Al contrario della prima ondata di volontari che viaggiò in Ucraina nel 2014, alcuni dei quali avevano posizioni politiche estremiste e supportavano il Battaglione Azov o le forze separatiste filorusse in Donbass, i combattenti intervenuti nel 2022 non sembrano essere motivati da ragioni ideologiche. Inoltre il numero dei volontari della Legione internazionale è di gran lunga superiore rispetto a quello registratosi nel 2014.

### Formazione
Sotto la guida del Presidente Zelens'kyj, la Legione internazionale è stata creata per rispondere all'invasione russa dell'Ucraina, e la sua formazione è stata ufficialmente annunciata dal ministro degli esteri Dmytro Kuleba il 27 febbraio 2022, il quale ha dichiarato tramite Twitter che "insieme abbiamo sconfitto Hitler, e sconfiggeremo anche Putin". Il 6 marzo Kuleba ha annunciato che oltre 20.000 combattenti da 52 nazioni diverse si erano arruolati per combattere per l'Ucraina. Il 7 marzo le Forze armate ucraine hanno rilasciato la prima immagine dei soldati della Legione internazionale in trincea nella periferia di Kiev, e hanno annunciato che ogni giorno un nuovo gruppo sarà trasferito in prima linea.
Il 13 marzo dei missili russi hanno colpito la base militare di Javoriv, vicino al confine con la Polonia, uccidendo 35 persone e ferendone 134 secondo ufficiali ucraini. Il Ministero della difesa russo ha annunciato di aver ucciso "fino a 180 mercenari stranieri e distrutto una grande partita di armi straniere" e dichiarato che la Russia continuerà a colpire i volontari stranieri in Ucraina. Il Ministero della difesa ucraino ha invece sostenuto che non si registrano stranieri fra i caduti. Oltre 1.000 combattenti stranieri si erano addestrati presso la base come parte della Legione internazionale. Dopo l'attacco, le forze ucraine hanno condotto i volontari che desideravano dimettersi al confine con la Polonia.
Il 1º aprile 2022 l'Ucraina ha annunciato che il reclutamento sarà temporaneamente sospeso per smistare i volontari privi di esperienza militare. È stato inoltre annunciato che la cittadinanza ucraina potrà essere concessa ai volontari la cui nazionalità originaria venga revocata a causa della violazione delle leggi del loro paese.

## Selezione e addestramento
Ai candidati è stato consigliato di contattare l'addetto alla difesa dell'ambasciata ucraina nel rispettivo paese. I criteri necessari per l'adesione includono una precedente esperienza militare o medica e la presentazione di documenti che certifichino lo svolgimento del servizio militare al funzionario dell'ambasciata ucraina. È stato chiesto ai volontari di non portare le proprie armi in Ucraina. La maggior parte dei volontari che hanno raggiunto Leopoli e hanno fatto domanda sono stati accettati.
Un volontario britannico ha affermato che il contratto richiesto per entrare a far parte della Legione internazionale limita il pagamento di 7.000 grivnia al mese (circa 220€) e si estende per tutta la durata della guerra, sebbene ad alcuni volontari sia stato permesso di andarsene dopo aver dato le dimissioni.
È stato riferito che la formazione iniziale e la selezione dei volontari avevano portato a prestazioni "non uniformi", con un generale ucraino rimasto anonimo che afferma "dovremmo prendere solo veterani esperti di combattimento - questa è la lezione che stiamo imparando - gli altri non sanno in cosa si stanno cacciando e quando lo scoprono vogliono tornare a casa".

## Unità subordinate
Le seguenti unità sono poste direttamente sotto il comando delle Forze armate dell'Ucraina:
- Brigata Ucraino-Canadese: unità non combattente composta da sei plotoni, principalmente formati da canadesi e britannici (molti dei quali veterani dell'Afghanistan e dell'Iraq), con il compito di reclutare, addestrare e fornire assistenza ai volontari della Legione Internazionale[25][26]
- Brigata Normanna: unità composta da veterani e militari provenienti da numerosi paesi del mondo,[27] si è unita ufficialmente alle forze armate ucraine il 24 ottobre 2022, collaborando con la 126ª Brigata di difesa territoriale e l'Esercito Volontario Ucraino, prima di essere subordinata al 253º Battaglione "Arej" della 129ª Brigata di difesa territoriale[28]
- Reggimento Pahonia: inizialmente formato da tre battaglioni di ex militari bielorussi che avevano disertato nei primi mesi del 2022, nell'anno successivo è stato gradualmente integrato nel Reggimento Kastuś Kalinoŭski fino a venire sciolto nel luglio 2023[29][30]
- Legione Ceca: volontari della Repubblica Ceca[31]
- Legione Caucasica: unità di volontari del Caucaso formatasi nel giugno 2022, a partire da settembre 2023 unitasi ai ranghi della 56ª Brigata motorizzata[32]
- 1ª Legione Internazionale: primo battaglione della Legione Internazionale, formatosi a Charkiv il 27 febbraio 2022[33]
- 2ª Legione Internazionale (unità militare A4002): secondo battaglione della Legione Internazionale, composto da ucraini, bielorussi, georgiani, statunitensi e altre nazionalità, costituito il 1 ottobre 2022[34][35]
- 3º Battaglione Operazioni Speciali: terzo battaglione della Legione Internazionale, comprende al suo interno altre unità più piccole solo nominalmente battaglioni a loro volta[36]
  - Battaglione Omega: principalmente cittadini statunitensi (molti veterani dell'Afghanistan e dell'Iraq)[37]
  - Battaglione Turan: volontari kazaki, turchi, kirghisi e azeri[38]
- 4ª Legione Internazionale (unità militare A4071): quarto battaglione della Legione Internazionale, con base a Kiev[39]
- Battaglione Vovkodav: volontari statunitensi, azeri, austriaci, inglesi, greci, irlandesi, croati, rumeni, brasiliani, marocchini, giapponesi e altri[40]
- Battaglione Džochar Dudaev: unità formatasi già nel 2014 a partire da veterani della prima e della seconda guerra cecena che avevano combattuto dalla parte della Repubblica di Ichkeria[41][42]
- Battaglione Sheikh Mansur: ceceni anti-Kadyrov[43]
- Battaglione Crimea: unità interamente musulmana, comprendente veterani siriani anti-Assad[37]
- Battaglione Imam Shamil: unità formata da volontari del Daghestan nell'ottobre 2022[44]
- Battaglione Nazionale Careliano: unità creata nel gennaio 2023 da finlandesi e russi di Carelia[45]
- Battaglione Noman Çelebicihan: tatari di Crimea[46]
- Battaglione Siberiano: russi di Tuva, Chakassia, Buriazia, Jacuzia, Omsk, Tjumen' e altre regioni della Siberia[47]
- Distaccamento Khamzat Gelayev: ceceni di Ichkeria[31]
- Compagnia Bashkort: volontari baschiri, indipendentisti della repubblica russa di Baschiria[48]
- Corpo Musulmano "Caucaso": musulmani di origine caucasica residenti in Ucraina, spesso veterani della guerra del Donbass[49]

Le seguenti unità sono invece coordinate dalla Direzione principale dell'intelligence (HUR):
- Legione internazionale del HUR (unità militare A3449)[50]
  -  Legione Georgiana: formata da volontari georgiani già nel 2014, era in origine parte della 54ª Brigata meccanizzata prima di venire subordinata all'intelligence ucraina
  -  Legione "Libertà alla Russia": volontari russi oppositori di Vladimir Putin, ex prigionieri di guerra e disertori
  -  Reggimento Kastuś Kalinoŭski: volontari bielorussi oppositori del regime di Lukašėnka[51]
  -  Corpo Volontario Russo: volontari russi emigrati in Ucraina prima della guerra che hanno già combattuto in Donbass[52]
  -  Corpo Volontario Bielorusso: volontari bielorussi[31]
  -  Corpo Volontario Polacco: volontari polacchi[31]
  - Corpo Volontario Tedesco: volontari tedeschi[53]

## Perdite
| Paese         | Volontari uccisi | Fonti                                                   |
| ------------- | ---------------- | ------------------------------------------------------- |
| Georgia       | 40               | [ 54 ] [ 55 ] [ 56 ] [ 57 ] [ 58 ]                      |
| Bielorussia   | 20               | [ 59 ] [ 60 ] [ 61 ]                                    |
| Stati Uniti   | 19               | [ 62 ] [ 63 ] [ 64 ] [ 65 ] [ 66 ] [ 67 ] [ 68 ] [ 69 ] |
| Azerbaigian   | 10               | [ 70 ] [ 71 ] [ 72 ]                                    |
| Polonia       | 10               | [ 73 ]                                                  |
| Regno Unito   | 8                | [ 74 ] [ 75 ] [ 76 ]                                    |
| Francia       | 8                | [ 77 ] [ 78 ] [ 79 ]                                    |
| Italia        | 7                | [ 80 ] [ 81 ] [ 82 ]                                    |
| Colombia      | 6                | [ 83 ] [ 84 ]                                           |
| Corea del Sud | 5                | [ 85 ] [ 86 ]                                           |
| Australia     | 4                | [ 87 ] [ 88 ] [ 89 ]                                    |
| Brasile       | 3                | [ 90 ]                                                  |
| Svezia        | 3                | [ 91 ]                                                  |
| Paesi Bassi   | 2                | [ 31 ] [ 92 ]                                           |
| Belgio        | 2                | [ 93 ]                                                  |
| Rep. Ceca     | 2                | [ 94 ]                                                  |
| Canada        | 2                | [ 95 ] [ 96 ]                                           |
| Germania      | 2                | [ 97 ]                                                  |
| Danimarca     | 1                | [ 98 ]                                                  |
| Spagna        | 1                | [ 99 ]                                                  |
| Nuova Zelanda | 1                | [ 100 ]                                                 |
| Irlanda       | 1                | [ 101 ]                                                 |
| Israele       | 1                | [ 102 ]                                                 |
| Taiwan        | 1                | [ 103 ]                                                 |
| Giappone      | 1                | [ 104 ]                                                 |
| TOTALI        | 168              | 168                                                     |